# 饅頭 (中国)

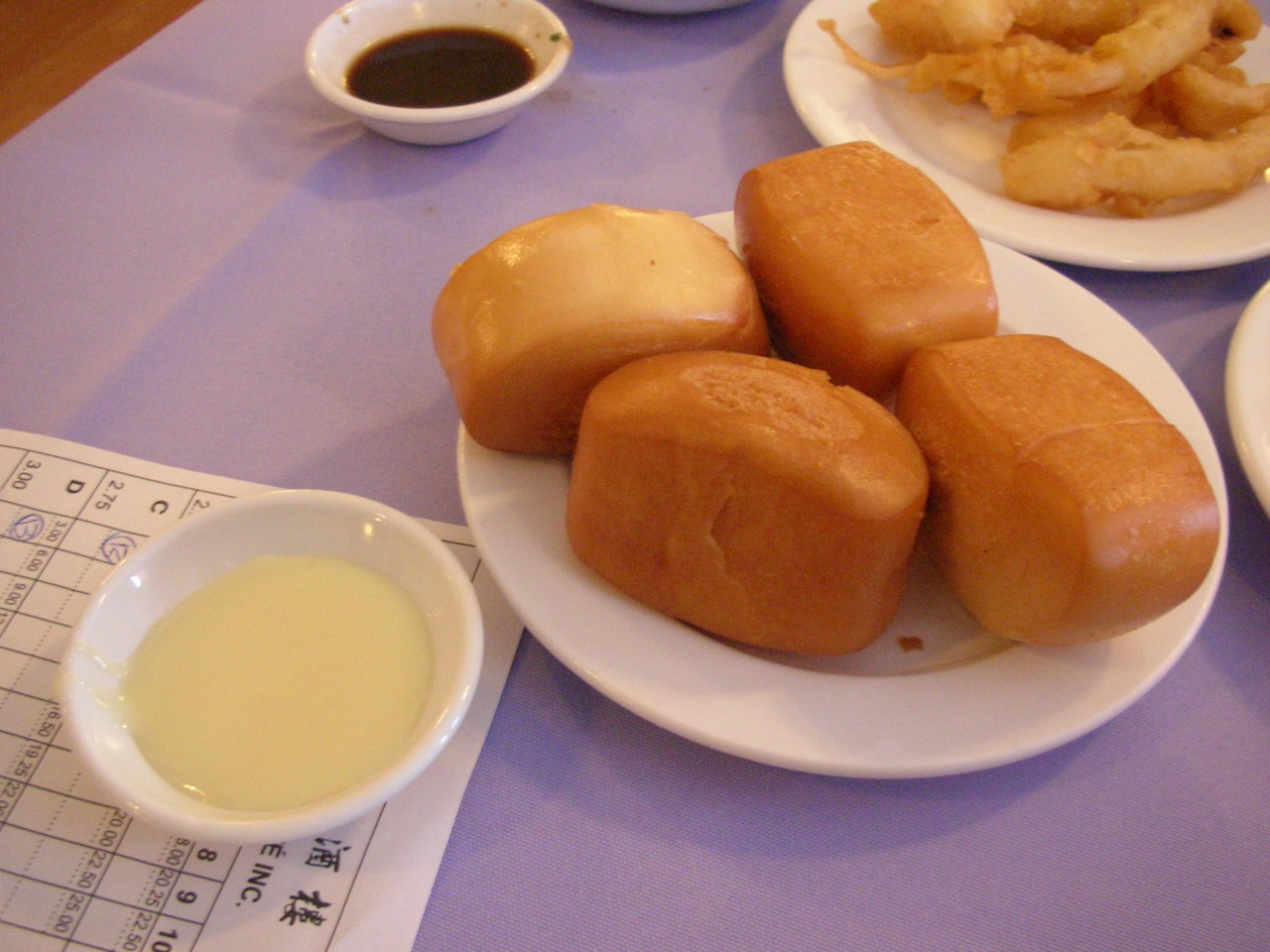
揚げたマントウと加糖練乳。

饅頭（マントウ 繁体字: 饅頭; 簡体字: 馒头; 拼音: mántou; ウェード式: man²tou、満州語：mentu）は小麦粉に酵母を加えて発酵させた後、蒸して作る中国のパン。日本の饅頭のルーツとも言われている。

## 定義と名称
中国の饅頭は蒸しパンでありながら、デザートではなく、中国の華北に住んでいる人の「主食」として食べられている。
中国語の饅頭という言葉は、元々日本と同じ「蒸しパン全般」のことを指していたが、現在の中国では特に「餡や具の無い蒸しパン」を指す。餡や具のあるもの、日本で中華まんと呼ばれているものは「包子」と呼ばれる。また、生地を発酵させず、具も入れないまま丸めて蒸しあげたものは窩頭（ウォートウ）と呼ばれている。

## 概要
小麦粉を使った伝統的な食品で、一般に直径4cmから15cm程度の半球形または、6～7cmの短い蒲鉾型をしている。歴史的には、中に餡や具が入っていたが、現在は中には何も入っていないのが普通で、これに対して中に餡や具が入っているものは包子（パオズ、拼音: bāozi）、塩で味付けされたものは花卷と呼ばれるようになり、区別される。
華北や東北地方一帯は寒冷地で降水量がそれほど多くないため、米の栽培に適していないが、小麦の栽培には適しているため、伝統的に麺類またはマントウが主食として食べられる。上海・香港など、華中・華南で出されるマントウは、上記のものより小さく、主食ではなく軽食（点心）として食べられる。
日本で中国のマントウに似た食品としては、近代以後に包子を基に発展普及した中華まんの他、長崎市の卓袱料理の一品や、愛媛県松山市の「労研饅頭」（ろうけんまんとう）などが挙げられる。群馬県の焼きまんじゅうはマントウとは直接的な関係はないが、餡の入っていない酒饅頭（餡入りもある）を用いる事から部分的に先祖返りしたものともいえる。

## 名称
地域によっては「繁体字: 饃饃; 簡体字: 馍馍」、モーモー mómó　ドンガン語：мәмә、ウイグル語: манта）または「繁体字: 饃; 簡体字: 馍」と呼ぶ。陝西省や甘粛省などの地域や、キルギスのドンガン人は、小麦粉をこねて加熱したパン様の食品を広くこう呼んでおり、焼いたものも含む。新疆ウイグル自治区、青海省、山西省、山東省、江西省、湖南省、福建省などでは具のないものを指す。内モンゴル自治区では具入りの包子も含めた総称である。西安でも総称であるが、単に「饃饃」というと焼餅（シャオビン）を指すことが多く、蒸したマントウは「繁体字: 蒸饃; 簡体字: 蒸馍」（ジョンモー）と呼び分ける。なお、チベット料理のモモは具入りのものが多い。
他に、浙江省温州では「実心包」（繁体字: 實心包; 簡体字: 实心包）、江蘇省蘇州では「大包子饅頭」（繁体字: 大包子饅頭; 簡体字: 大包子馒头）と呼ぶなど「包」を含む呼び方をする地域もある。
ベトナムや朝鮮半島にも「マントウ（饅頭）」という言葉がある。また、モンゴル語やペルシア語でもマントウから派生した言葉が使われている。
アメリカ合衆国のベトナム風サンドイッチ店Lee's Sandwichesには「Deli Manjoo（デリ・マンジュー）」という名称の、今川焼きに似た菓子（カスタードクリーム入り）があるが、それは韓国系のペイストリー会社が提供しているものである。

## 起源説話
3世紀の中国三国時代の蜀の宰相・諸葛亮が、南征の帰途に、川の氾濫を沈めるための人身御供として生きた人間の首を切り落として川に沈めるという風習を改めさせようと思い、小麦粉で練った皮に羊や豚の肉を詰めて、それを人間の頭に見立てて川に投げ込んだところ、川の氾濫が静まったという。これが饅頭の起源とされている。この説は次の書に記述される。
- 北宋時代の『事物紀原』

- 『七類修稿』

- 『因話録[4]』[5]

『事物紀原』などの説が後の明代に書かれた説話『三国志演義』に収録され広く知られるようになったため、その内容を解説されることが多い。『七類修稿』では中華思想で南方の異民族を南蛮と呼ぶので、蛮人の頭を意味する「蛮頭」（繁体字: 蠻頭; 簡体字: 蛮头; 拼音: mán tóu）が語源であるとする。『因話録』では「神をだまし、本物の頭だと信じ込ませる」ことから「瞞頭」（繁体字: 瞞頭; 簡体字: 瞒头; 拼音: mán tóu、発音は同じマントウ）と最初呼ばれたという。その後、饅頭を川に投げ入れるのがもったいないので祭壇に祭った後で食べるようになり、当初は頭の形を模して大きかった饅頭が段々小さくなっていったと言われている。

## 変種
マントウを油で揚げ、ジャー・マントウ（繁体字: 炸饅頭; 簡体字: 炸馒头; 拼音: zhá mántou; ウェード式: zha²man²tou）として食べることもある。レストランで頼むと加糖練乳が調味用についてくる。小振りの蒲鉾型のものを揚げることが多い。